# Heinz Auras
Heinz Auras (* 19. Januar 1925; † 26. Oktober 1975) war ein deutscher Fußballspieler. Von 1949 bis 1955 spielte er in der DDR-Oberliga, der höchsten Liga im DDR-Fußball.

## Sportliche Laufbahn
Als Brandenburger Vizemeister hatte sich 1949 die Betriebssportgemeinschaft (BSG) Franz Mehring in der Briesker Werkssiedlung Marga für die neu geschaffene Fußball-Liga des Deutschen Sportausschusses qualifiziert. Im Kader der BSG für die nun höchste Spielklasse in der Ostzone stand auch der 24-jährige Heinz Auras. In der Saison 1949/50 gehörte er als Mittelfeldspieler von Beginn an zur Stammelf, bestritt alle 26 Punktspiele und erzielte am letzten Spieltag seine beiden ersten Erstligatore. Auch in den beiden folgenden Spielzeiten, nun für die in Aktivist Brieske Ost umbenannte BSG antretend und in der ebenfalls neu bezeichneten DDR-Oberliga spielend, kam Auras in allen Ligaspielen zum Einsatz. Am Ende der Saison 1951/52 verletzte er sich so schwer, dass er erst wieder in den letzten beiden Punktspielen der Spielzeit 1952/53 eingesetzt werden konnte. Auch 1953/54 spielte Auras nur in der Hinrunde regelmäßig und kam am Ende nur bei 28 Oberligaspielen nur auf 17 Einsätze. Erst in der Saison 1954/55 fand er zur alten Beständigkeit zurück und absolvierte alle 26 Spiele in der Oberliga, nach wie vor im Mittelfeld spielend. Seine letzten zehn Oberligaspiele bestritt Auras im Herbst 1955, als der DDR-Fußball mittels einer Übergangsrunde nach sowjetischem Vorbild auf die Kalendersaison umgestellt wurde. Dazu wurden in der Oberliga 13 Spiele ausgetragen. 
Anschließend beendete Heinz Auras seine Laufbahn nach 141 Oberligaspielen mit 17 Toren im höherklassigen Fußball. Er blieb jedoch dem Briesker Fußball erhalten und war u. a. von 1971 bis 1975 Trainer der 1. Mannschaft von Aktivist Brieske. Zunächst stieg er mit ihr in die drittklassige Bezirksliga ab und kehrte nach einem Jahr noch einmal für eine Spielzeit in die DDR-Liga zurück.